# 1853

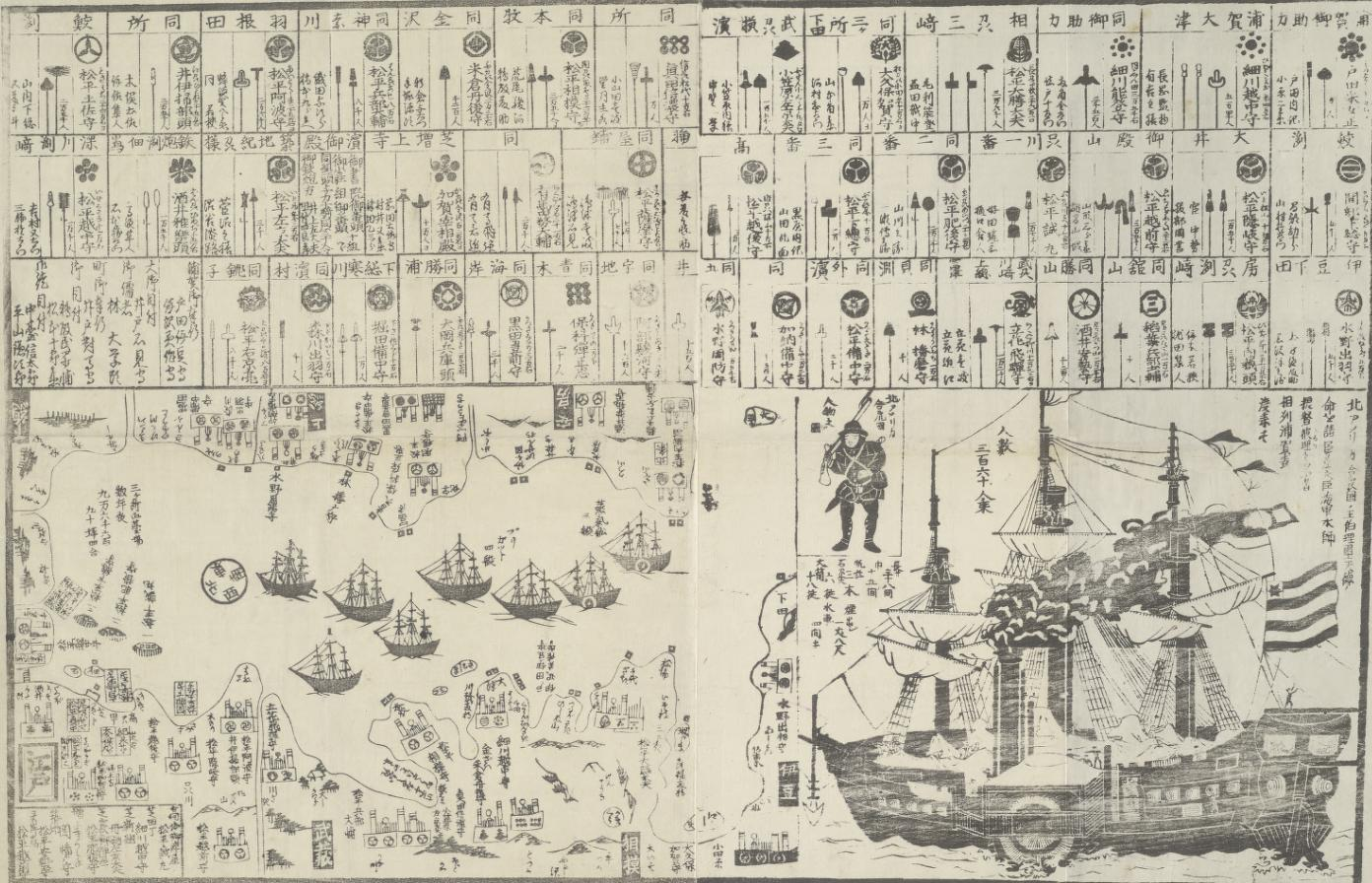
Het bezoek van Perry aan Japan

Het jaar 1853 is het 53e jaar in de 19e eeuw volgens de christelijke jaartelling.

## Gebeurtenissen
februari
- 19 - Het Nieuwsblad van Geel verschijnt voor de eerste maal.

maart
- 4 - Franklin Pierce is de 14e president van de VS. Hij regeert tot 1857. De kwestie van de slavernij laat hij uit de hand lopen.

april
- 7 - In een brief kondigt de paus aan, dat in Nederland vijf rooms-katholieke bisschopszetels worden geïnstalleerd, namelijk in 's-Hertogenbosch, Utrecht, Breda, Roermond en Haarlem. Zie Herstel van de bisschoppelijke hiërarchie en de Aprilbeweging.
- 18 - In Azië rijdt de eerste passagierstrein tussen Bombay en Thane.
- 19 - Een nieuwe regering in Nederland is gevormd door de conservatieve leider Floris Adriaan van Hall, (het Ministerie Van Hall-Donker Curtius). Deze komt in plaats van het liberale kabinet-Thorbecke I en blijft aan het bewind tot 1856.

mei
- 19 - In Weimar trouwt prins Hendrik der Nederlanden, stadhouder van Luxemburg, met Amalia van Saksen-Weimar-Eisenach.

september
- 26 - Overstroming rond Kampen: Kampereiland, de lage gedeelten van Mastenbroek en de polders Kamperveen en Broeken en Maten.
- 28 - Koningin Victoria legt de eerste steen voor een nieuw Balmoral Castle.

oktober
- 4 - De clipper Great Republic, het grootste zeilschip dat ooit is gebouwd, wordt te water gelaten en gedoopt. De 4555 ton metende viermastbark, met een lengte van 95 meter en een snelheid van 20 knopen, wordt in de vaart gebracht door Donald McKay, maar is te groot om een commercieel succes te kunnen worden.
- 6 - Eerste uitvoering van het Nationaal Tooneel te Antwerpen met het stuk De Dronkaerd van Pieter Frans van Kerckhoven. Het Nederlandstalig toneel in België is geboren, en wel met financiële steun van het eerder Franstalige gemeentebestuur.
- 20 - Aankomst met het schip Merwede in Suriname van de eerste 14 Chinese contractarbeiders uit Java.[1]
- 20 - Officiële opening van de spoorlijn Maastricht-Simpelveld-Aachen, de eerste grensoverschrijdende spoorlijn van Nederland. De treinen rijden vanaf 23 oktober, en op die dag worden ook Station Valkenburg en Station Maastricht in gebruik genomen.
- 23 - Het Osmaanse Rijk verklaart de oorlog aan Rusland. Begin van de Krimoorlog.

november
- 30 - Een Russische vloot onder viceadmiraal Nachimov verslaat de Turkse vloot bij Sinope. Groot-Brittannië en Frankrijk laten hun gezamenlijke vloot de Zwarte Zee binnenvaren om Rusland onder druk te zetten.

december
- 30 - Gadsden Aankoop: de Verenigde Staten kopen de Mesillavallei van Mexico.

zonder datum
- Opening van de eerste spoorweg door de Alpen en van de spoorlijn Parijs - Berlijn door het Ruhrgebied.

## Muziek
- 19 januari - Giuseppe Verdi's opera Il Trovatore beleeft haar eerste uitvoering in het Teatro Apollo in Rome.
- januari - Publicatie van de song "My old Kentucky home" door Stephen Foster.
- 6 maart - In het Teatro La Fenice gaat de opera La Traviata van Giuseppe Verdi in première.
- Johannes Brahms componeert zijn pianosonates nrs. 1, 2 en 3, Opus 1, 2 en 5
- Jacques Offenbach componeert de opéra-comique Pépito

## Beeldende kunst

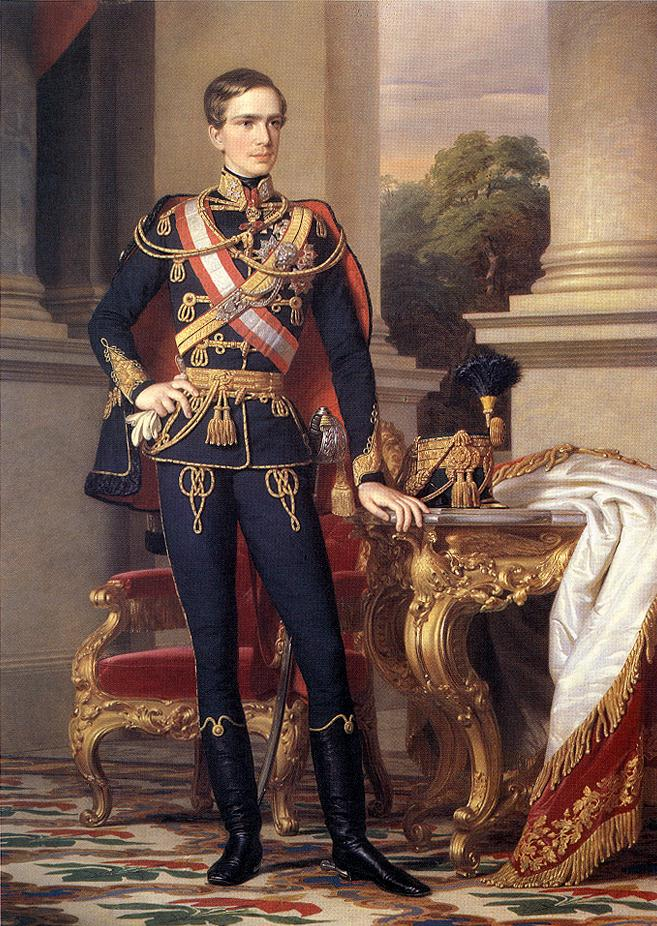
Frans Josef I, Miklós Barabás (1853), Magyar Nemzeti Múzeum

## Bouwkunst

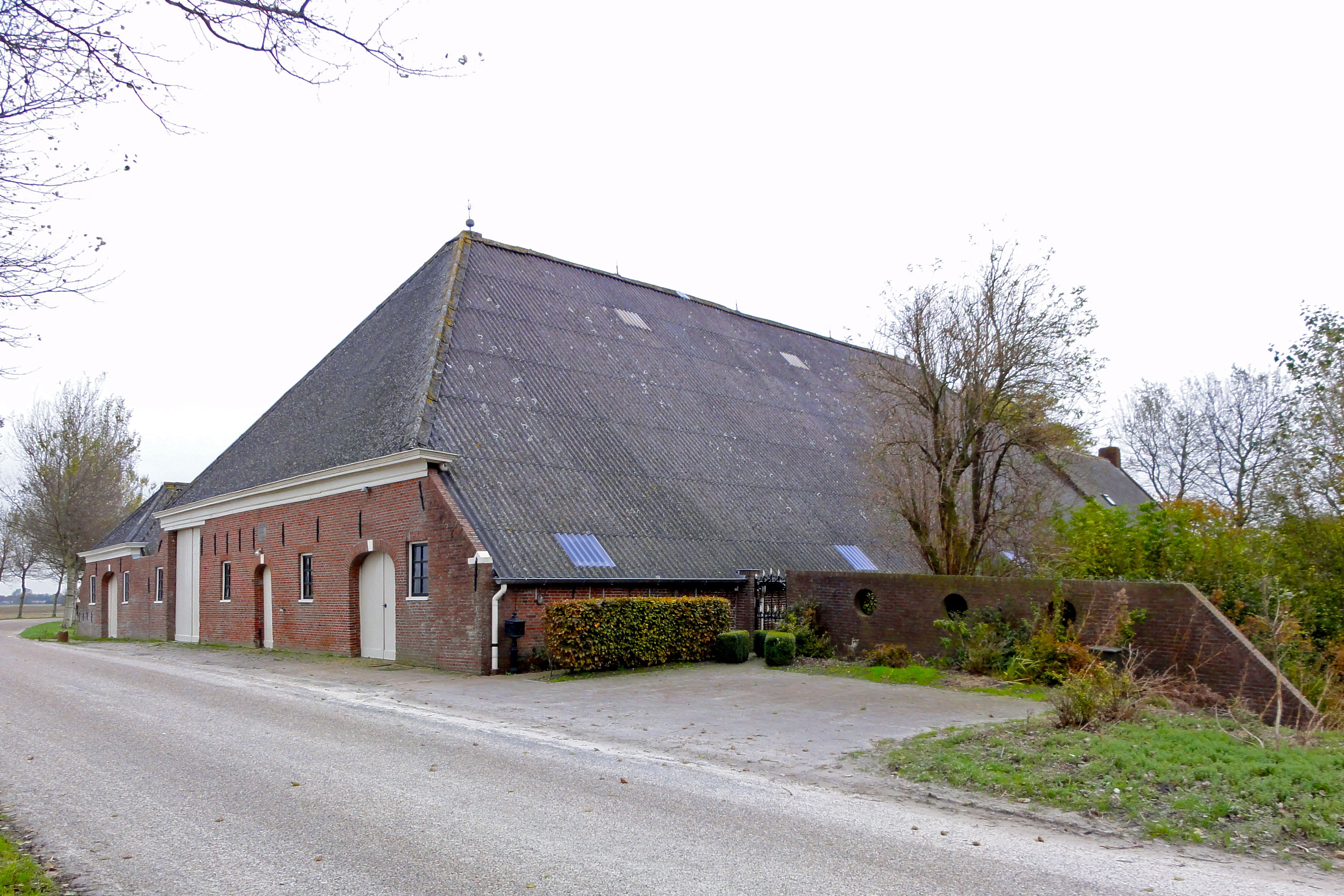
Wiemaheerd, Niekerk (1853)

## Geboren

### januari
- 1 - Manuel Araullo, opperrechter van het hooggerechtshof van de Filipijnen (overleden 1924)
- 6 - Clement Reid, Brits geoloog en paleontoloog (overleden 1916)
- 12 - Robert Underwood Johnson, Amerikaans journalist en diplomaat (overleden 1937)
- 22 - Francis Hagerup, Noors politicus (overleden 1921)
- 24 - León María Guerrero, Filipijns apotheker en botanicus (overleden 1935)
- 25 - Pablo Ocampo, Filipijns jurist en politicus (overleden 1925)

### februari
- 1 - Theodorus Willem van Lidth de Jeude, Nederlands zoöloog en herpetoloog (overleden 1937)
- 9 - Leander Starr Jameson, Brits koloniaal bestuurder (overleden 1917)

### maart
- 6 - John Tunstall, Amerikaans veehouder (overleden 1878)
- 29 - Elihu Thomson, Amerikaans elektrotechnicus en uitvinder (overleden 1937)
- 30 - Vincent van Gogh, Nederlands schilder (overleden 1890)

### april
- 6 - Cyriel Van den Bussche, Belgisch politicus (overleden 1930)

### mei
- 11 - Benedetto Lorenzelli, Italiaans nuntius in België en curiekardinaal (overleden 1915)
- 19 - Christiaan Hesen ("Rowwen Hèze"), Nederlands (Limburgs) legendarisch dorpsfiguur (overleden 1947)

### juni
- 5 - Lucina Hagman, Finse schrijfster en feministe (overleden 1946)

### juli
- 2 - Bernard Schmeink, Nederlands amateurtenor (overleden 1909)
- 3 - Jean Chrétien Baud, Nederlands jurist (overleden 1918)
- 5 - Cecil Rhodes, Brits imperialist (overleden 1902)
- 15 - Maria Ermolova, Russisch toneelactrice (overleden 1928)
- 18 - Hendrik Antoon Lorentz, Nederlands natuurkundige en Nobelprijswinnaar (overleden 1928)
- 26 - Gaetano de Lai, Italiaans kardinaal, (overleden 1928)

### augustus
- 4 - John Henry Twachtman, Amerikaans kunstschilder (overleden 1902)
- 13 - Antonio Salandra, Italiaans politicus (overleden 1931)

### september
- 2 - Wilhelm Ostwald, Lets/Duits scheikundige (overleden 1932)
- 16 - Albrecht Kossel, Duits arts, fysioloog en Nobelprijswinnaar (overleden 1927)
- 20 - Koning Rama V, vijfde rama van de Chakri-dynastie in Thailand (overleden 1910)
- 21 - Heike Kamerlingh Onnes, Nederlands natuurkundige en Nobelprijswinnaar (overleden 1926)
- 21 - Edmund Leighton, Brits kunstschilder (overleden 1922)
- 27 - Benito Legarda, Filipijns politicus en zakenman (overleden 1915)
- 29 - Thyra van Denemarken, Deens prinses (overleden 1933)

### oktober
- 13 - Lillie Langtry, Brits actrice (overleden 1929)
- 15 - Jan Harte van Tecklenburg, Nederlands politicus (overleden 1937)

### november
- 13 - Arnold von Siemens, Duits industrieel en politicus (overleden 1918)
- 27 - Frank Bernard Dicksee, Engels kunstschilder en illustrator (overleden 1928)

### december
- 8 - Johan Barger, Nederlands dominee en moordenaar (overleden 1900)
- 14 - Temistocle Calzecchi Onesti, Italiaans natuurkundige en uitvinder (overleden 1922)
- 22 - Teresa Carreño, Venezolaans pianiste, zangeres, componiste, en dirigente (overleden 1917)
- 30 - André Messager, Frans componist en dirigent (overleden 1929)

### datum onbekend
- Mary Francis Ames, Brits kinderboekenschrijfster en illustratrice (overleden 1929)

## Overleden
januari
- 11 - Floris Nollet (58), Belgisch uitvinder

februari
- 14 - Anna van Schilperoort (75), Nederlands schrijver.

maart
- 21 - Pieter Adrianus Ossewaarde (77), Nederlands politicus
- 30 - Abigail Fillmore (55), first lady, echtgenote van Amerikaans president Millard Fillmore

april
- 8 - Jan Willem Pieneman, (83), Nederlands schilder

mei
- 8 - Jan Roothaan (67), Nederlands jezuïet; 21e generaal-overste van deze orde
- 18 - Lionel Kieseritzky (47), Duits schaker

juli
- 13 - Andries Pretorius (54), leider van de Zuid-Afrikaanse Voortrekkers

## Weerextremen in België
- 18 maart: laagste etmaalgemiddelde temperatuur ooit op deze dag: −4,3 °C en laagste minimumtemperatuur: −6,3 °C.
- 25 maart: laagste etmaalgemiddelde temperatuur ooit op deze dag: −1,5 °C en laagste minimumtemperatuur: −4,3 °C.
- 27 maart: laagste etmaalgemiddelde temperatuur ooit op deze dag: -.9 °C en laagste minimumtemperatuur: −5 °C.
- november: tot 2011 november met laagste neerslagtotaal: 11 mm (normaal 68,3mm)

Bron: KMI Gegevens Ukkel 1901-2003  met aanvullingen 